# 亚瑟·史密斯·伍德沃德
亚瑟·史密斯·伍德沃德爵士（英語：Arthur Smith Woodward，1864年5月23日—1944年9月2日）是一位英国古生物学家，知名于对鱼化石的研究。

## 荣誉
1901年当选皇家学会会士，1914至1916年任伦敦地质学会会长，1917年获得皇家奖章，1924年获沃拉斯顿奖章，1942年获玛丽·克拉克·汤普森奖章。